# Dataizmus
Nem tévesztendő össze a dadaizmussal.
A dataizmus az angol dataism magyar megfelelője, egy olyan új kifejezés, amelyet a nagy adatok növekvő jelentősége által létrehozott gondolkodásmód vagy filozófia leírására használnak. A dataizmus meghatározást először David Brooks használta 2013-ban a The New York Timesban.

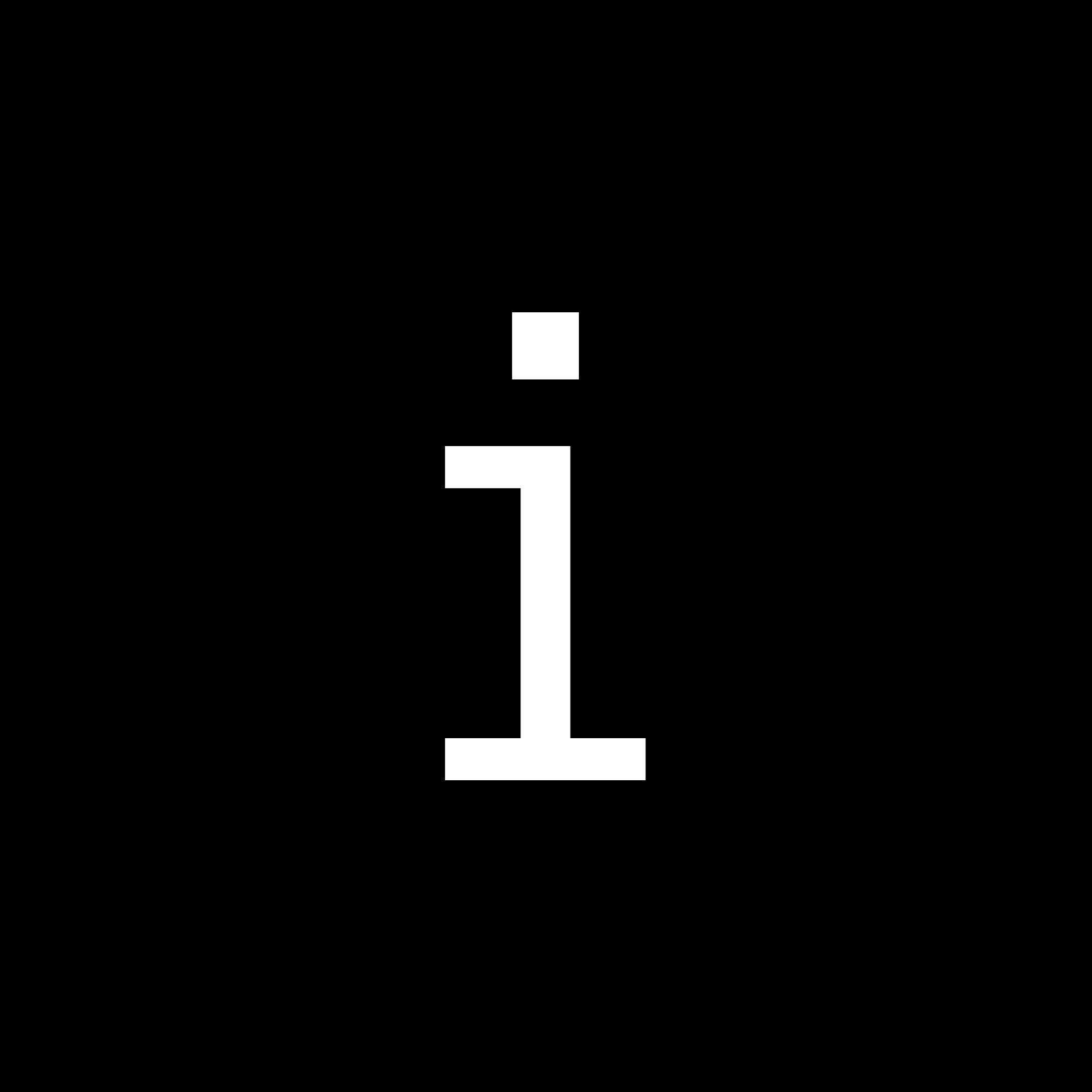
dataizmus, data-ism

A dataizmus fogalma valójában Yuval Noah Harari történész, író, társadalomtudós népszerű tudományos bestsellereinek köszönhetően lett ismertté. Harari a dataizmus alatt egy kialakulóban lévő ideológiát ért, ami akár egy újfajta vallásnak is tekinthető, amelyben az információáramlás a legfőbb érték.

## Történet
"Ha megkérdeznék, melyik napjaink legprogresszívabb filozófiai ága, azt válaszolnám, hogy a dataizmus." Így fogalmazott David Brooks a The New York Timesban 2013 februárjában, és válaszát avval indokolta, hogy a növekvő komplexitású világban a dataizmus révén, az adatokra támaszkodva, csökkenthetők a kognitív torzítások és olyan viselkedési mintákra lehet fényt deríteni, amelyek addig nem voltak ismertek.
2015-ben Steve Lohr Dataism című könyve azt vizsgálta, hogy az egyre növekvő adathalmaz, a Big Data, hogyan alakítja át a társadalmat, és a dataizmus kifejezést a Big Data forradalom leírására használta.
A 2016-ban megjelent Homo Deus – A holnap rövid története című könyvében Yuval Noah Harari azt állítja, hogy az egymással versengő politikai vagy társadalmi struktúrák adatfeldolgozó rendszereknek tekinthetőek. A dataizmus azt hirdeti, hogy az univerzum adatáramlásból áll, minden jelenség vagy entitás értékét az adatfeldolgozáshoz való hozzájárulása határozza meg. Összességében az egész emberi fajt egyetlen adatfeldolgozó rendszerként értelmezhetjük, amelyben az egyes emberek szolgálnak chipként. Harari szerint egy dataistának az adatáramlást kell maximalizálnia azáltal, hogy egyre több és több médiumhoz csatlakozik. Harari azt jósolja, hogy ennek a folyamatnak a logikus következménye az lesz, hogy az emberek végül az algoritmusoknak adják majd át a hatalmat, hogy azok hozzák meg helyettük életük legfontosabb döntéseit, például azt, hogy kihez menjenek férjhez, vagy milyen hivatást válasszanak. Harari szerint Aaron Swartzot nevezhetjük a dataizmus "első mártírjának.

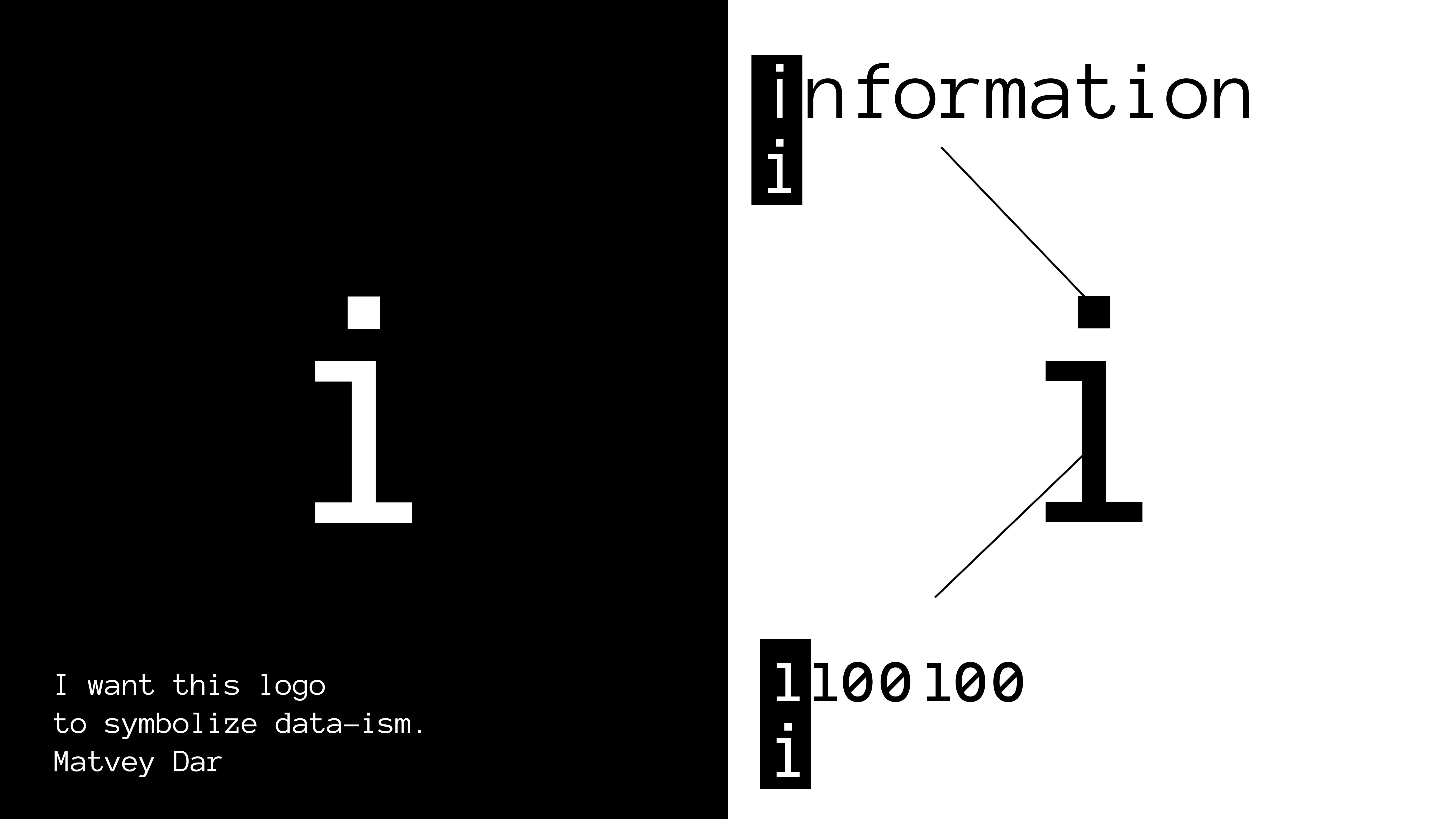

## Kritika
Daniel Miessler biztonsági elemző Harari dataizmus meghatározását kommentálva úgy véli, hogy a dataizmus valójában nem jelent olyan nagy kihívást a liberális humanizmus ideológiája számára, mint amilyet Harari állít, mivel az emberek egyszerre lesznek képesek hinni az adatok fontosságában saját és saját magukban.
Harari maga is felvet néhány kritikát, például a tudatosság problémáját, amelyet a dataizmus valószínűleg nem fog megvilágítani. Az emberek maguktól is rájöhetnek, hogy az organizmusok nem algoritmusok, véli. A dataizmus azt feltételezi, hogy minden adat nyilvános, még a személyes adatok is, ehhez van szükség ahhoz, hogy a rendszer egésze optimálisan működjön. Ennek a feltételnek a teljesülése azonban már napjainkban is egyre több akadályba ütközik, egyre nagyobb ellenállásra talál.
Más elemzők, mint például Terry Ortleib, azt vizsgálták, hogy a dataizmus milyen mértékben jelent disztópikus fenyegetést az emberiségre.
A Facebook-Cambridge Analytica adatbotrány megmutatta, hogy a politikai vezetők hogyan manipulálták a Facebook felhasználók adatait, hogy sajátos pszichológiai profilokat hozzanak létre, amelyek alapján aztán a hálózat felhasználóit tudták befolyásolni. Egy adatelemzőkből álló csapat reprodukálta a Cambridge Analytica által kifejlesztett mesterséges intelligencia (MI) technológiát a Facebook adatai alapján, és a következő szabályokat tudta meghatározni: 10 lájk lehetővé teszi, hogy egy gép úgy ismerjen meg egy embert, mint egy munkatársat, 70 lájk, hogy úgy, mint egy barátot, 150 lájk hogy úgy ismerjen meg egy embert, mint egy szülőt, 300 lájk úgy, mint egy szerelmest; és ezen túlmenően is lehetséges, hogy jobban megismerje az embereket, mint azok önmagukat.

## Fordítás
- Ez a szócikk részben vagy egészben  a   Dataism című angol Wikipédia-szócikk ezen változatának fordításán alapul.  Az eredeti cikk szerkesztőit annak laptörténete sorolja fel. Ez a jelzés csupán a megfogalmazás eredetét és a szerzői jogokat jelzi, nem szolgál a cikkben szereplő információk forrásmegjelöléseként.